# Grybów (Landgemeinde)
Die  gmina wiejska Grybów ist eine selbständige Landgemeinde im Powiat Nowy Sącz in der Wojewodschaft Kleinpolen in Polen. Ihr Sitz befindet sich in der Stadt Grybów. Sie hat eine hat eine Fläche von 153 km², auf der 25.618 Menschen leben (31. Dezember 2020).

## Geschichte
In den Jahren 1975 bis 1998 gehörte die Gemeinde zur Woiwodschaft Nowy Sącz.

## Geographie
Die Landgemeinde umfasst die Stadt Grybów fast vollständig.

## Partnerstadt
- Château-Thierry.

## Gliederung
Zu der Landgemeinde gehören folgende 16 Ortschaften mit einem Schulzenamt:
Biała Niżna
Binczarowa
Chodorowa
Cieniawa
Florynka
Gródek
Krużlowa Niżna
Krużlowa Wyżna
Kąclowa
Polna
Ptaszkowa
Siołkowa
Stara Wieś
Stróże
Wawrzka
Wyskitna